# Esociforme
Esociformele (Esociformes) sunt un ordin mic de pești fizostomi care nu cuprinde decât 4 genuri răspândite în apele dulci din regiunile temperate și reci ale emisferei nordice. Corpul alungit al acestor pești este acoperit cu solzi mărunți cicloizi. Capul este alungit și prevăzut cu un bot lung și lat. Înotătoarele ventrale sunt bine dezvoltate, cu poziție abdominală. Înotătoarea adipoasă lipsește. O singură înotătoare dorsală scurtă situată deasupra înotătoarei anale. Înotătoarele dorsală și anală deplasate înapoi în apropierea celei codale, dând corpului aspectul unei săgeți. Razele (radiile) înotătoarelor sunt moi.
Falca superioară este formată din maxilare și premaxilare. Numeroși dinții fixați pe mai multe oase: premaxilar, vomer, palatin și oasele faringiene. Maxilarul fără dinți. Parapofizele nu sunt contopite cu vertebrele. Mezocoracoidul lipsește, oasele nazale sunt perechi. Oasele parietale sunt separate prin supraoccipital. 
Intestinul n-are apendice pilorice. Vezica înotătoare fără legătură cu urechea internă, însă comunică cu esofagul. Aparatul lui Weber lipsește. Tuberculi nupțiali absenți.
Esociformele au lăsat fosile începând din cretaceul superior.
Esociformele includ 2 familii (Esocidae și Umbridae), 4 genuri și cel puțin 10 de specii. 
1. Familia Esocidae cu 1 gen: Esox
2. Familia Umbridae cu 3 genuri: Umbra, Novumbra și Dallia.

Acest ordin include și o familie dispărută Palaeoesocidae cu Palaeoesox din eocen și Boltyshia din paleocen-eocen.
În apele României și Republicii Moldova trăiesc 2 specii:
1. Umbra krameri, țigănușul
2. Esox lucius, știuca.